# 平聡
平 聡（たいら さとし、1970年7月16日 - ）は、岩手県花巻市出身の元プロサッカー選手、サッカー指導者。ポジションはフォワード。

## 来歴
花巻中時代から注目を集め、東北の名将・斎藤重信の誘いで、盛岡商高に入学（当初は同県のライバル校・遠野高進学を希望していた）。
全国高校サッカー選手権では、1年生だった第65回で国見高（同大会準優勝）からゴールを奪うなど、早くからエース級の活躍をみせた。3年生のとき第67回でベスト8まで進出したが、準々決勝で藤田俊哉、三浦文丈、山田隆裕など後に日本代表となる選手たちをそろえた清水市立商高（同大会優勝、現静岡市立清水桜が丘高）に0-0と善戦したが、PK戦は1－3で敗退（最後にPKを外したのは平だった）。この年は東北高等学校サッカー選手権大会で優勝している。
順天堂大学時代はバルセロナ五輪代表候補にも選出されたが、度重なる怪我の影響で最終メンバーに残ることはできなかった。
大学卒業後、東北電力に就職し、同社サッカー部のエースストライカーに。同部がJリーグ参戦を目指してクラブチーム「ブランメル仙台」となり臨んだ地域リーグ決勝大会では中心選手として活躍し、優勝とJFL昇格に貢献した。まもなく同社を退職し、クラブとプロ契約を結んだ。
JFLやJ2時代は移籍組や外国人選手に押され、相次ぐ怪我にも苦しみ出場機会に恵まれなかったが、キャリア晩年でレギュラーとして定着する。（後述）
東北電力サッカー部を経験した選手で最も長く仙台でプレーしたが、1999年に仙台を退団。天皇杯・水戸ホーリーホック戦が仙台で最後の試合となったが、途中交代するまで泥臭い全力プレーでチームを牽引。試合後のインタビューでは「電力時代の仲間」のことを口にし、涙を流した。
その後、故郷岩手の社会人サッカークラブチーム・盛岡ゼブラへ入団。天皇杯や東北総合体育大会などに出場した。
現在は岩手県の高校教員となり、釜石南高で監督を務めた後、母校である盛岡商高サッカー部で副部長を務めている。熱い指導で「頑張るサッカー」を選手に植え付け、数名の教え子を関東を含めた大学サッカー界に輩出した。2004年には仙台カップ東北代表のアシスタントコーチを務めた。自らもサッカー岩手教員団に選手登録している。

## 所属クラブ
- 1986年度-1988年度 岩手県立盛岡商業高校
- 1989年4月-1993年3月 順天堂大学
- 1993年-1999年 東北電力/ブランメル仙台/ベガルタ仙台
- 2000年-2003年 盛岡ゼブラ
- 2004年 新日鐵釜石
- 2005年- サッカー岩手教員団

## 個人成績
| 国内大会個人成績 | 国内大会個人成績 | 国内大会個人成績 | 国内大会個人成績 | 国内大会個人成績             | 国内大会個人成績 | 国内大会個人成績 | 国内大会個人成績 | 国内大会個人成績 | 国内大会個人成績 | 国内大会個人成績 | 国内大会個人成績 |
| 年度             | クラブ           | 背番号           | リーグ           | リーグ戦                     | リーグ戦         | リーグ杯         | リーグ杯         | オープン杯       | オープン杯       | 期間通算         | 期間通算         |
| 年度             | クラブ           | 背番号           | リーグ           | 出場                         | 得点             | 出場             | 得点             | 出場             | 得点             | 出場             | 得点             |
| 日本             | 日本             | 日本             | 日本             | リーグ戦                     | リーグ戦         | リーグ杯         | リーグ杯         | 天皇杯           | 天皇杯           | 期間通算         | 期間通算         |
| ---------------- | ---------------- | ---------------- | ---------------- | ---------------------------- | ---------------- | ---------------- | ---------------- | ---------------- | ---------------- | ---------------- | ---------------- |
| 1993             | 東北電力         |                  | 東北             |                              |                  |                  |                  |                  |                  |                  |                  |
| 1994             | 東北電力         |                  | 東北             |                              |                  |                  |                  |                  |                  |                  |                  |
| 1995             | 仙台             | 11               | 旧JFL            | 14                           | 1                | -                | -                | 5                | 2                | 19               | 3                |
| 1996             | 仙台             | 18               | 旧JFL            | 3                            | 1                | -                | -                | 2                | 3                | 5                | 4                |
| 1997             | 仙台             | 18               | 旧JFL            | 0                            | 0                | 0                | 0                | 2                | 0                | 2                | 0                |
| 1998             | 仙台             | 11               | 旧JFL            | 19                           | 10               | 4                | 1                | 0                | 0                | 23               | 11               |
| 1999             | 仙台             | 11               | J2               | 30                           | 2                | 0                | 0                | 2                | 1                | 32               | 3                |
| 通算             | 日本             | 日本             | J2               | 30                           | 2                | 0                | 0                | 2                | 1                | 32               | 3                |
| 通算             | 日本             | 日本             | 旧JFL            | 36                           | 12               | 4                | 1                | 9                | 5                | 49               | 18               |
| 通算             | 日本             | 日本             | 東北             | \|\|\|\|\|\|\|\|\|\|\|\|\|\| |                  |                  |                  |                  |                  |                  |                  |
| 総通算           | 総通算           | 総通算           | 総通算           | \|\|\|\|\|\|\|\|\|\|\|\|\|\| |                  |                  |                  |                  |                  |                  |                  |

## 背番号
ベガルタ仙台
- 11（1995年、1998年-1999年）ベガルタ仙台初代11番…後に藤吉信次・佐藤寿人などチームの顔とされる選手が背負った。
- 18（1996年-1997年）

盛岡ゼブラ
- 26（2000年）
- 25（2001年）
- 35（2002年-2003年）

新日鐵釜石
- 25（2004年）

サッカー岩手教員団
- 34（2005年-）

## エピソード
- 全国高等学校サッカー選手権大会・清水市立商高戦で、敵将の大滝雅良監督から絶賛された。
- 大学時代、同郷で後に仙台でも同僚となる本明利樹（大船渡高卒）とカラオケに明け暮れていた。
- 練習に支障ができるくらい『バイオハザード』にはまった時期がある。
- 仙台時代の応援ソングは、野猿の「叫び」。
- 靭帯損傷の大怪我に見舞われたが、ほうっておいたら靭帯が溶けて無くなり、結果的に治ったらしい。
- 当時、仙台に所属していた阿部良則と共にイケメン2トップとして人気選手でもあった。また、ベガルタ仙台情報誌の企画の「カッコいいランキング」で3本の指に入っていた。
- 藤原寿徳（現U-22日本代表GKコーチ。元京都パープルサンガ、鹿島アントラーズ、U-15日本代表、U-20日本代表GKコーチ）は、中学及び高校時代のチームメイト。